# Frans Cauwenberghs
Frans Cauwenberghs (Hemiksem, 7 april 1934 - Antwerpen, 2 maart 2020) was een Belgisch politicus voor de CVP / CD&V. Hij was volksvertegenwoordiger en burgemeester van Hemiksem.

## Levensloop
Cauwenberghs, van beroep zaakvoerder, werd voor de CVP gemeenteraadslid van Hemiksem en was er burgemeester van 1994 tot 2000. In deze functie werd hij opgevolgd door Eddy De Herdt (SP), Cauwenberghs bleef nadien nog schepen, tot in 2010. Hij speelde een belangrijke rol in het restaureren van de Sint-Bernardusabdij van Hemiksem, waarvan een belangrijk deel is ingenomen als gemeentehuis.
Van 1977 tot 1981 en van 1985 tot 1999 zetelde Cauwenberghs ook in de Kamer van volksvertegenwoordigers, als verkozene van het kiesarrondissement Antwerpen. In de periode mei 1977-oktober 1980 zetelde hij als gevolg van het toen bestaande dubbelmandaat ook in de Cultuurraad voor de Nederlandse Cultuurgemeenschap, die op 7 december 1971 werd geïnstalleerd. Vanaf 21 oktober 1980 tot november 1981, en opnieuw van december 1985 tot mei 1995, was hij lid van de Vlaamse Raad, de opvolger van de Cultuurraad en de voorloper van het huidige Vlaams Parlement.